# Oberschütze

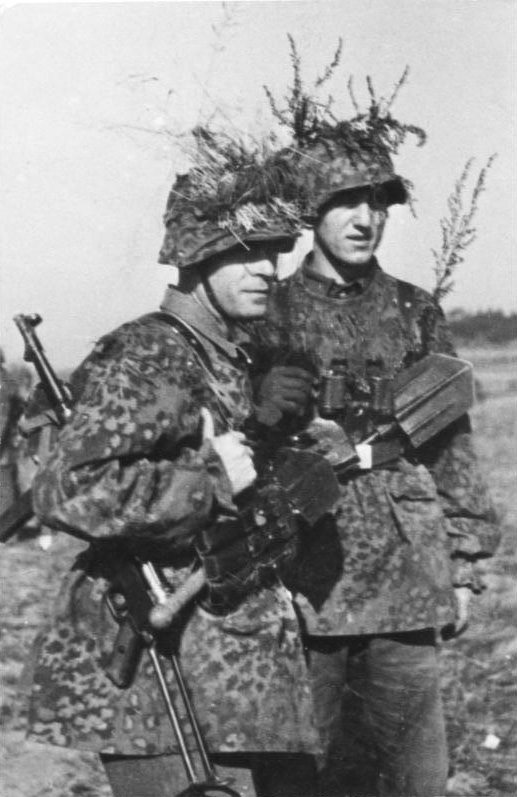
SS-Oberschützen van de Waffen-SS, met MP38/40 en pioschop in militaire camouflage

Oberschütze (Nederlands: fuselier of soldaat der Eerste klasse) was een Duitse militaire rang die werd gebruikt in het Beierse leger in de late 19e eeuw.

## Toepassing

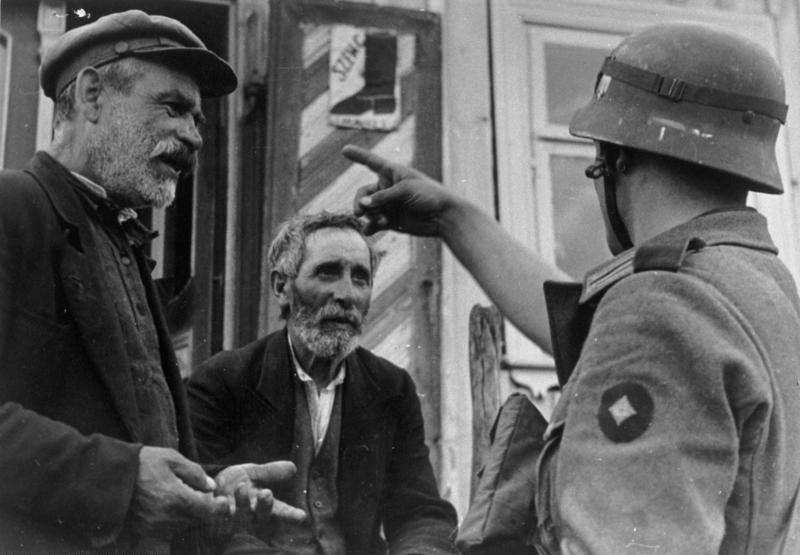
Rangonderscheiding van een Oberschütze op het linkerbovenarm

Volgens het gebruik in het Beierse leger, werd de rang geïntroduceerd in het onderdeel infanterie van de Duitse Reichswehr, circa 1920 deze rang werd continu gebruikt, ook in zijn opvolger de Wehrmacht tot 1945, met de uitzondering van de periode oktober 1934 tot oktober 1936 waarin bevorderingen naar deze rang zich niet voordeden. In de Duitse Marine (Kriegsmarine) was er geen equivalent van deze rang. Het gebruik van Oberschütze bereikte zijn hoogtepunt gedurende de Tweede Wereldoorlog toen de Wehrmacht de rang bleef handhaven zowel in het Duitse leger (Heer) en in de grondtroepen van de luchtmacht (Luftwaffe).
De rang van Oberschütze en zijn specifieke eenheidstype equivalenten (Oberkanonier, Obergrenadier, vanaf 1942, Oberpionier, Oberfahrer, Oberfunker etc.) waren gecreëerd om de waardering en rangbevordering te geven aan die manschappen die een boven gemiddelde aanleg en bekwaamheid toonde, maar die niet geschikt zouden zijn voor bevordering tot de rang van Gefreiter. Een overweging voor bevordering was het dienen van zes maanden tot één jaar van militaire dienst. In andere legers van andere naties, is de rang van Oberschütze het equivalent van de rang van soldaat der eerste klasse.

Insignes van de rang Oberschütze in de Wehrmacht tot 1945
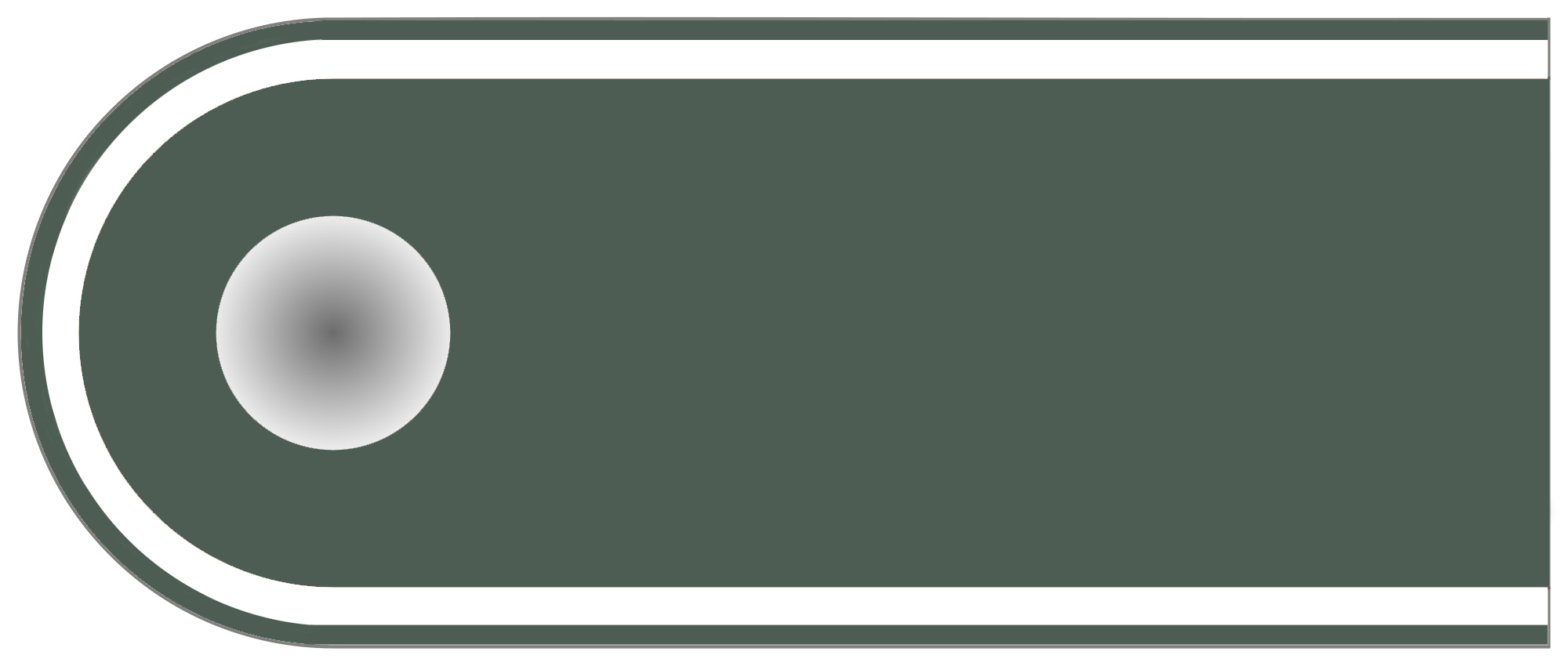
Epaulet
Kraagspiegels
Mouw badge

## Waffen-SS
De rang werd ook gebruikt in de Waffen-SS vanaf 1940 tot 1945, waar de rang bekend was als SS-Oberschütze, te identificeren door de stoffen ruit die gedragen werd op de linkermouw, gelijk aan het Duitse leger (Heer).

Insignes van de rang SS-Oberschütze in de Waffen-SS
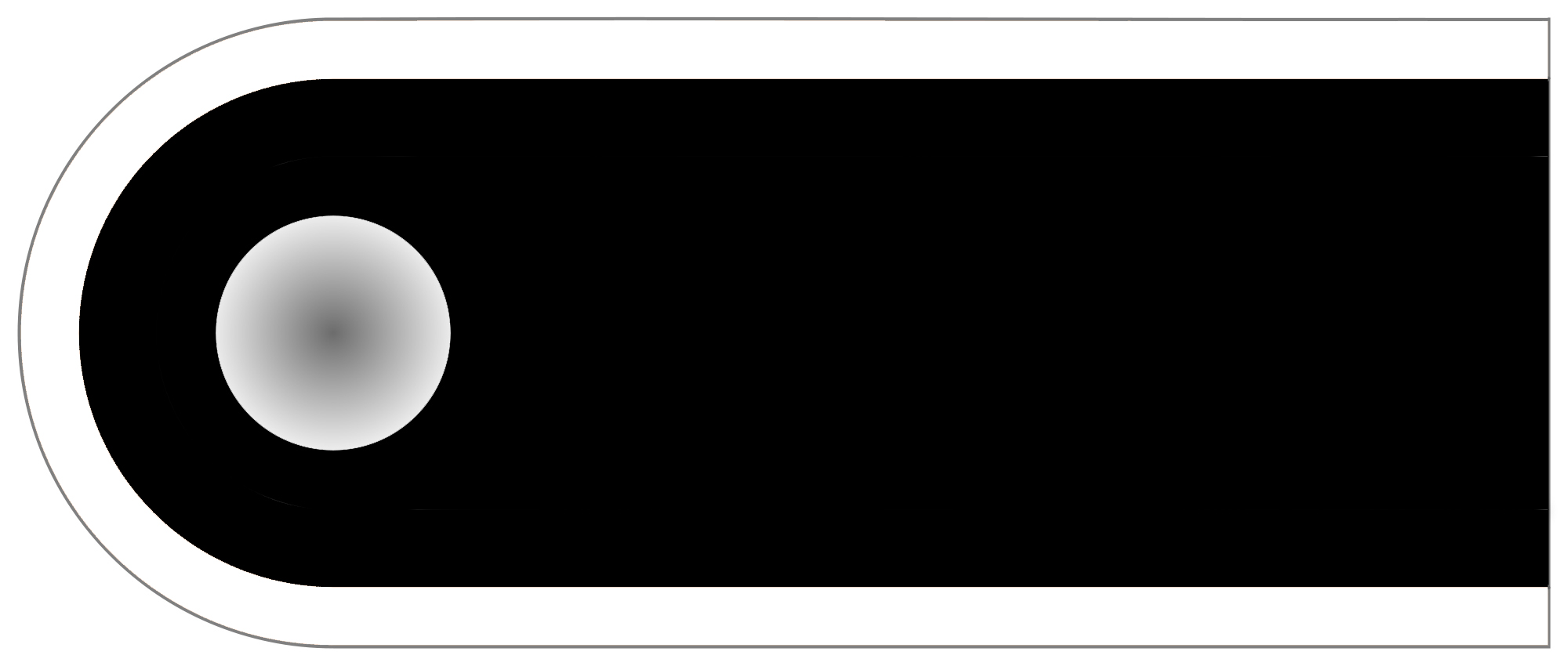
Epaulet
Kraagspiegels
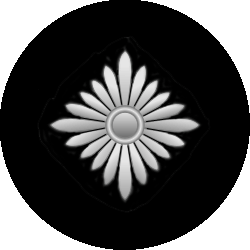
Mouw badge